# Рожевий кадилак
Рожевий кадилак (англ. Pink Cadillac) — американський кінобойовик 1989 року, знятий Бадді Ван Горном на кіностудії «Warner Bros.», з Клінтом Іствудом і Бернадетт Пітерс у головних ролях.

## Сюжет
Мисливець за головами Томмі Новак розшукує жінку, що вийшла до суду під заставу за пристойну суму грошей і втекла від Роя Макгвінна, недалекого расиста, на його кадилаку. Завдання для такого професіонала, як Новак, начебто просте, але в багажнику машини чверть мільйона доларів, що належать фашистській організації, до якої входить її чоловік, і тому, крім Новака, за нею женеться банда терористів-психопатів озброєних до зубів.

## У ролях
- Клінт Іствуд — Томмі Новак
- Бернадетт Пітерс — Лу Енн Макгвінн
- Тімоті Кархарт — Рой Макгвінн
- Майкл Дес Баррес — Алекс
- Джим Керрі — комік
- Джиммі Еф Скеггз — роль другого плану
- Білл Мозлі — Даррелл
- Майкл Чемпіон — роль другого плану
- Гарі Говард Клар — роль другого плану
- Тревіс Сордз — роль другого плану
- Пол Бенжамін — суддя
- Лінда Гой — роль другого плану
- Кліфф Беміс — Джефф
- Джон Флек — роль другого плану
- Річі Аллан — роль другого плану
- Рой Конрад — роль другого плану
- Вейн Сторм — роль другого плану
- Сью Енн Конверс — роль другого плану
- Джон Денніс Джонстон — Вейкросс
- Джефрі Льюїс — Рікі Зед
- Вільям Гіккі — містер Бартон
- Дірк Блокер — поліцейський
- Леонард Р. Гарнер — поліцейський
- Роберт Л. Фейст — роль другого плану
- Джеррі Бамман — Бадді
- Мара Кордей — роль другого плану
- Свен-Оле Торсен — роль другого плану
- Білл Маккінні — роль другого плану
- Ренді Кірбі — роль другого плану
- Джонні Карсон — роль другого плану
- Деніел Голлек — роль другого плану
- Ед Макмахон — роль другого плану

## Знімальна група
- Режисер — Бадді Ван Горн
- Сценарист — Джон Ісков
- Оператор — Джек Н. Грін
- Композитор — Стів Дорфф
- Художник — Едвард С. Карфаньйо
- Продюсери — Майкл Грускофф, Девід Велдес